# Guy Bonne
Guy Bonne, né le 24 février 1960 à Condom dans le Gers, est un clarinettiste de jazz français.

## Biographie
Sa mère lui enseigne le solfège dès l'âge de 5 ans. Après quelques années d'apprentissage laborieux au piano, il découvre son instrument de prédilection à l'âge de 10 ans : la clarinette.
En l'espace de quatre ans, il accède au niveau cours supérieur. La discipline de cet enseignement devenant incompatible avec ses préoccupations d'adolescent, il cesse toute activité musicale vers l'âge de 15 ans.
Le jazz ne faisait pas partie de la culture musicale familiale. C'est à 17 ans qu'il le découvre par hasard, via l'émission Stop-ou-encore, en entendant Louis Armstrong et les Haricots Rouges. Un an après, une autre coïncidence fait qu'il réside dans le même village que cet orchestre.
Dès lors, il se consacrera entièrement à cette musique, enthousiasmé par la sensation de liberté que lui donne l'improvisation. Sa maîtrise de l'instrument acquise quelques années auparavant prend tout son sens et devient un atout indéniable.
Très rapidement, il devient musicien professionnel, créant différentes formations et jouant dans de nombreux orchestres. Il s'intéressera également au saxophone et pratique l'alto, le ténor et le baryton.
En 1987, il joue au festival de Jazz à Juan dans le cadre d'une soirée intitulée "Dixieland à la Pinède pour Jean-Christophe Averty" en compagnie des Tomcat.
Il s'y produira à nouveau en 2003 durant le Off dans les rues d’Antibes, ainsi qu’à la pinède dans le In, avec les Haricots Rouges.
En 1990, il s'installe à La Nouvelle-Orléans; Il y réside plusieurs mois. Il y jouera, entre autres, avec Chester Zardis (en) et Louis Nelson (en).
De retour en France, il retrouve naturellement sa place au sein de diverses formations, du trio au Big Band. Il est aussi à l'aise dans l'interprétation du répertoire blues et Swing que dans celui du jazz Nouvelle-Orléans.

### Quelques festivals de jazz auxquels il a participé
- Festival de Juan les Pins[3]
- Festival de Nice[4] à la Grande Parade, avec les Haricots Rouges
- Festival de Munster[5]
- Festival de Vienne[6]
- Festival du Mont Dore, Sancy Snow jazz[7]

## Discographie
- 2011 : Guy Bonne : First improvise, Then organize, Vol 1 et 2
- 2011 : Drumset in the Sunset : Guillaume Nouaux
- 2009 : Boogie System, Jean-Pierre Bertrand : Hep Cat Shuffle[8]
- 2009 : Guy Bonne &  Wendell Brunious (en): French All Stars, Live in Paris
- 2009 : Matthieu Boré : Frizzante
- 2007 : Matthieu Boré : Sometimes on my own
- 2007 : Wooden Heads : Go to New Orleans
- 2004 : Sextet Spirit of Swing : Live at Méridien
- 2003 : Quintet Spirit of Swing : The Graptown Grapple
- 2001 : Michel Pastre Big Band :  Diggin' the Count
- 1996 : Open Jazz Quartet :  Open
- 1994 : Trio Spirit of Swing :  L'appel de déstress
- 1994 : Parad' :  Viens voir Parad
- 1985 : Tom Cat :  Pas chanter

## Prix et distinctions
- 2011 : Prix du jazz classique de l'académie du jazz 2011 pour l'album Drumset in the Sunset de Guillaume Nouaux.